# Draskovich család
A trakostyáni báró és gróf Draskovich család egy horvát származású magyar főnemesi család, mely az Árpád-házi királyok korából ered.

## Története
A Draskovichok első ismert őse Drask volt, aki III. András uralkodása alatt élt, leszármazásuk azonban csak az 1464-ben említett Gáspártól bizonyítható oklevelekkel. Ez a Gáspár Mátyás király alatt Jajca várának ostrománál harcolt. A család közéleti felemelkedése Györggyel kezdődött el, aki előbb zágrábi, majd győri megyés püspök, majd kalocsai érsek volt, később pedig királyi kancellár, bíbornok és horvát bán is lett. Testvére, Gáspár, 1567-ben báró címet kapott, két évvel később pedig királyi adományként Trakostyán várát kapta, ahonnan a család aztán az előnevét is vette. Gáspár fia, János, horvát bán volt, fiai közül György pécsi megyés püspök, János pedig nádor volt. János nádor kapta a családban a grófi címet 1631-ben. A családtagok közül az említetteken kívül is többen viselték a horvát báni címet.

## Jelentősebb családtagok
- Draskovich György (1525–1587) zágrábi, majd győri megyés püspök, később kalocsai érsek, bíbornok, királyi kancellár, horvát bán
- Draskovich György (1599–1650) pécsi, majd győri megyés püspök
- Draskovich Iván (1844–1910) horvát bán, császári és királyi kamarás, politikus
- Draskovich János (1550–1613) horvát bán, a határőrvidék parancsnoka
- Draskovich János (1603–1648) horvát bán, aranysarkantyús vitéz, nádor
- Draskovich János (?–1692) főudvarmester, Valkó és Baranya vármegye főispánja
- Draskovich János (?–1733) horvát bán, Valkó és Baranya vármegye főispánja, altábornagy
- Draskovich János (1770–1856) politikus, császári és királyi kamarás, valóságos belső titkos tanácsos, az illír mozgalom vezetője
- Draskovich József (1714-1765) főtáborszernagy, Erdély főhadparancsnoka
- Draskovich Mária Euzébia (1630–1650), Zrínyi Miklós horvát bán felesége